# Karel Orel
Karel Orel (* 16. prosince 1962) je bývalý český fotbalista, záložník a obránce. Po skončení aktivní kariéry působí jako trenér.

## Fotbalová kariéra
V československé a české lize hrál za Baník Ostrava, FC Vítkovice a SFC Opava. Nastoupil celkem ve 117 ligových utkáních a dal 7 gólů. Ve druhé lize hrál i za VP Frýdek Místek.

## Ligová bilance
| Ročník                                   | Zápasy | Góly | Klub             |
| ---------------------------------------- | ------ | ---- | ---------------- |
| Česká národní fotbalová liga 1984/85     | 29     | 1    | VP Frýdek Místek |
| Česká národní fotbalová liga 1985/86     | 26     | 1    | VP Frýdek Místek |
| Česká národní fotbalová liga 1986/87     | 26     | 0    | VP Frýdek Místek |
| Česká národní fotbalová liga 1987/88     | 28     | 5    | VP Frýdek Místek |
| Česká národní fotbalová liga 1988/89     | 27     | 5    | VP Frýdek Místek |
| 1. československá fotbalová liga 1990/91 | 3      | 0    | Baník Ostrava    |
| 1. československá fotbalová liga 1991/92 | 3      | 0    | Baník Ostrava    |
| 1. československá fotbalová liga 1991/92 | 21     | 1    | FC Vítkovice     |
| 1. československá fotbalová liga 1992/93 | 28     | 3    | FC Vítkovice     |
| 1. česká fotbalová liga 1995/96          | 29     | 1    | SFC Opava        |
| 1. česká fotbalová liga 1996/97          | 30     | 2    | SFC Opava        |
| Gambrinus liga 1997/98                   | 3      | 0    | SFC Opava        |
| 2. česká fotbalová liga 1997/98          | 12     | 1    | VP Frýdek-Místek |
| 2. česká fotbalová liga 1998/99          | 30     | 1    | VP Frýdek-Místek |
| 2. česká fotbalová liga 1999/00          | 28     | 3    | VP Frýdek-Místek |
| CELKEM 1. liga                           | 117    | 7    |                  |